# Myrmicaria castanea
Myrmicaria castanea är en myrart som beskrevs av W. C. Crawley 1924. Myrmicaria castanea ingår i släktet Myrmicaria och familjen myror. Inga underarter finns listade i Catalogue of Life.